# Johannes Kjærbøl
Johannes Kjærbøl f. Hansen (23. december 1885 i København – 26. august 1973 i Sundby) var en dansk politiker (Socialdemokraterne) og fagforeningsmand, der besad en række forskellige ministerposter: handelsminister (1935-40), arbejdsminister (1942-45), minister for byggeri og sundhed (1947), boligminister (1947-49) og (1953-57), og Grønlandsminister (1955-57). Kjærbøl voksede op under særdeles fattige kår som søn af en enlig mor, der døde tidligt, og blev sat i pleje hos en sømand. Han blev udlært smed og var 1926-35 formand for Dansk Smede- og Maskinarbejderforbund (DSMF). Han var medlem af Folketinget 1935-57. Som leder af flygtningeadministrationen 1945-52 stod Kjærbøl for indkvartering og hjemsendelse af over 200.000 især tyske krigsflygtninge.
Johannes Kjærbøl var som Grønlandsminister ansvarlig for, at M/S Hans Hedtoft blev bygget. Han tvang skibet til helårssejlads, selv om eksperter havde frarådet det, og truede i denne forbindelse de 6 kaptajner der advarede imod vintersejlads med passagerer, med afskedigelse. Der var optræk til er rigsretssag, men sagen blev afsluttet med en beklagelse af, at han havde fortiet oplysninger for tinget.

## Kuriosa
I ti dage i november 1947 kunne Johannes Kjærbøl smykke sig med titlen Minister for Byggeri og Sundhedsvæsen. Dermed blev han (formelt) Danmarks anden sundhedsminister.